# 1927 في ألمانيا
فيما يلي قوائم الأحداث التي وقعت خلال عام 1927 في ألمانيا.

## أفلام
من الأفلام التي صدرت هذه السنة في ألمانيا:
- 1 يناير – متروبوليس من إخراج فريتز لانغ.

## كتب
من الكتب التي صدرت هذه السنة في ألمانيا:
- 1 يناير – الوجود والزمان من تأليف مارتن هايدغر.

## مواليد

### يناير
- 15 يناير – والتر شنايدر
- 18 يناير – ويرنير ليبريش لاعب كرة قدم ألماني.

### مارس
- 10 مارس – يوب ديرفال لاعب ومدرب كرة قدم ألماني.
- 11 مارس – فريدا ميسنر-بلاو سياسية نمساوية.
- 13 مارس – غابرييل باخ قاضي ألماني.
- 21 مارس – هانز ديتريش غينشر سياسي ألماني.
- 24 مارس – مارتن فالزر مؤلف ألماني.
- 27 مارس – هورست ساكس رياضياتي ألماني.

### أبريل
- 16 أبريل – بندكت السادس عشر
- 16 أبريل – رولف شولت
- 17 أبريل – مارجوت هونيكر
- 28 أبريل – هيلموت ايرهارت فيزيائي ألماني.

### مايو
- 9 مايو – ليونارد ماندل فيزيائي ألماني.
- 9 مايو – مانفرد أيغن
- 30 مايو – فيرنر هاس متسابق دراجات نارية ألماني.

### يوليو
- 27 يوليو – كلاوس تيسين فيزيائي ألماني.
- 28 يوليو – هانس باير لاعب كرة قدم ألماني.

### أغسطس
- 31 أغسطس – ألفريد سيغر فيزيائي ألماني.

### سبتمبر
- 6 سبتمبر – بيتر شتاينر ممثل ألماني.
- 11 سبتمبر – والتر زيلر متسابق دراجات نارية ألماني.

### أكتوبر
- 17 أكتوبر – فريدريش هيرتسبروخ رياضياتي ألماني.
- 19 أكتوبر – هانس شيفر لاعب كرة قدم ألماني.

### نوفمبر
- 18 نوفمبر – كلاوس بوخه

### ديسمبر
- 8 ديسمبر – نيكلاس لوهمان

## وفيات

### يناير
- 3 يناير – كارل ديفيد تولمي رونج (مواليد 1856) رياضياتي ألماني.

### فبراير
- 16 فبراير – لودفيغ أدولف تيموثيوس ردلكوفر (مواليد 1829) عالم نبات ألماني.

### مارس
- 21 مارس – فيلهلم أوتهوف (مواليد 1853)

### أبريل
- 16 أبريل – ألفريد بوتشرر (مواليد 1863) فيزيائي ألماني.

### مايو
- 4 مايو – فريدريش كارل يوهان (مواليد 1876) عالم نبات ألماني.
- 20 مايو – إدوارد بروكنر (مواليد 1862)

### يونيو
- 25 يونيو – هاينريش شينك (مواليد 1860) عالم نبات ألماني.

### يوليو
- 5 يوليو – ألبرشت كوسل (مواليد 1853)
- 8 يوليو – ماكس هوفمان (مواليد 1869)
- 20 يوليو – فرديناند الأول ملك رومانيا (مواليد 1865)
- 30 يوليو – فريدريك أوقست جورج بيتر (مواليد 1873) عالم نبات ألماني.

### أغسطس
- 12 أغسطس – كارل بولفريك (مواليد 1858) فيزيائي ألماني.
- 13 أغسطس – هيرمان أبيرت (مواليد 1871)

### سبتمبر
- 14 سبتمبر – هوغو بال (مواليد 1886) كاتب وشاعر ألماني.

### أكتوبر
- 10 أكتوبر – كارل باول (مواليد 1857)
- 11 أكتوبر – ميغيل (مواليد 1853)